# Ribes incertum
Ribes incertum là một loài thực vật có hoa trong họ Grossulariaceae. Loài này được J.F. Macbr. miêu tả khoa học đầu tiên năm 1930.